# Belgisch basketbalteam (mannen)

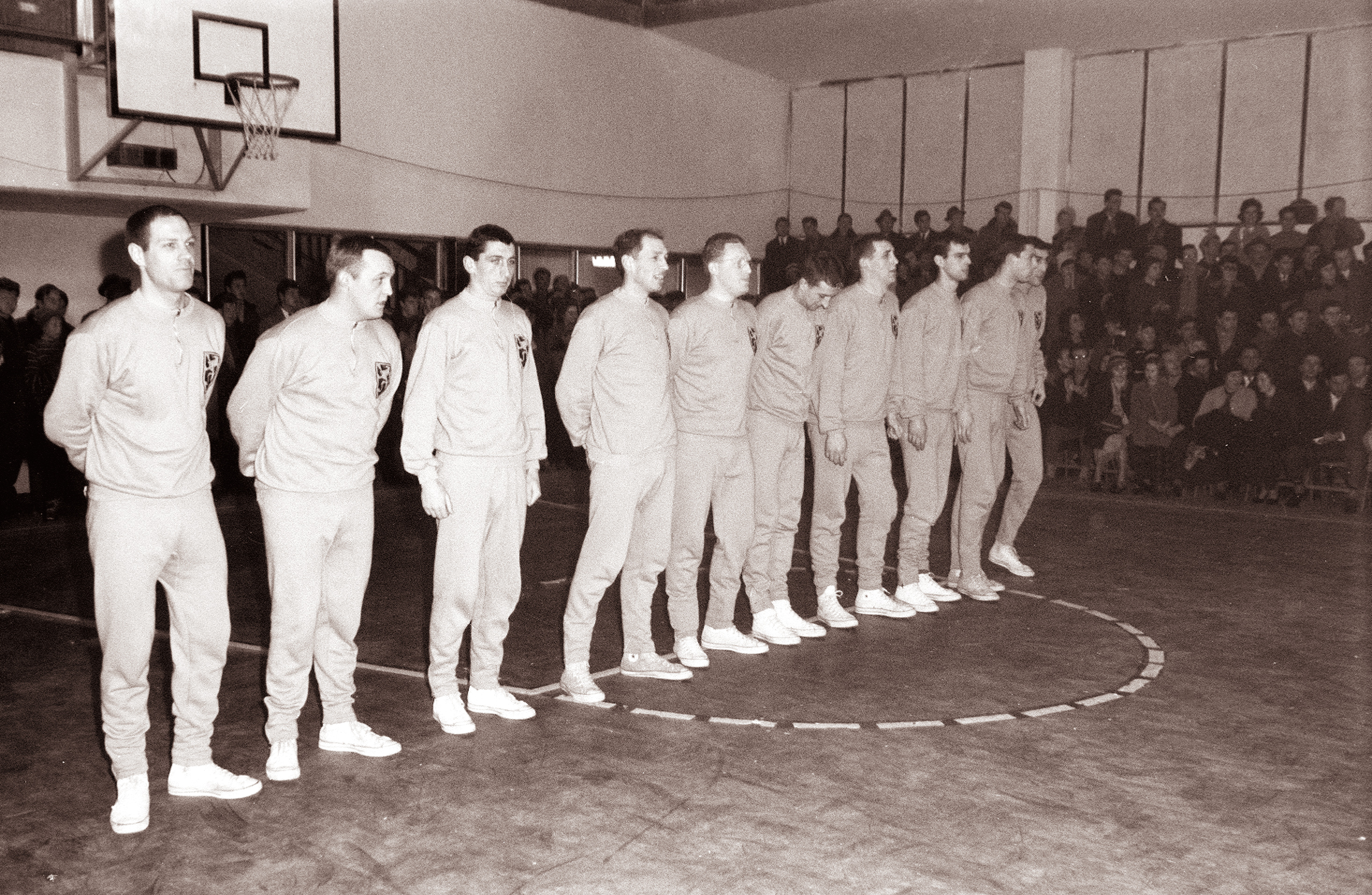
Het Belgisch nationaal basketbalteam in 1962

Het Belgisch nationaal basketbalteam, ook bekend als de Belgian Lions, is een team van basketballers dat België vertegenwoordigt in internationale wedstrijden.
België deed voor het eerst in 1935 mee aan een officieel internationaal toernooi, namelijk het Europees kampioenschap. Tot nog toe nam België aan achttien edities van het EK deel. België was ook present op drie Olympische Spelen: in 1936 in Berlijn werden de Belgen 19de, in 1948 in Londen werden ze 11de, en in Helsinki werden ze vier jaar later 17de. Op het wereldkampioenschap basketbal was België nog niet vertegenwoordigd.

## Olympische Spelen
| Jaar | Plaats              | WG                  | W                   | V                   | PV                  | PT                  |
| ---- | ------------------- | ------------------- | ------------------- | ------------------- | ------------------- | ------------------- |
| 1904 | Niet gekwalificeerd | Niet gekwalificeerd | Niet gekwalificeerd | Niet gekwalificeerd | Niet gekwalificeerd | Niet gekwalificeerd |
| 1936 | 19                  | 2                   | 0                   | 2                   | 19                  | 49                  |
| 1948 | 11                  | 8                   | 5                   | 3                   | 312                 | 239                 |
| 1952 | 17                  | 3                   | 1                   | 2                   | 173                 | 179                 |
| 1956 | Niet gekwalificeerd | Niet gekwalificeerd | Niet gekwalificeerd | Niet gekwalificeerd | Niet gekwalificeerd | Niet gekwalificeerd |
| 1960 | Niet gekwalificeerd | Niet gekwalificeerd | Niet gekwalificeerd | Niet gekwalificeerd | Niet gekwalificeerd | Niet gekwalificeerd |
| 1964 | Niet gekwalificeerd | Niet gekwalificeerd | Niet gekwalificeerd | Niet gekwalificeerd | Niet gekwalificeerd | Niet gekwalificeerd |
| 1968 | Niet gekwalificeerd | Niet gekwalificeerd | Niet gekwalificeerd | Niet gekwalificeerd | Niet gekwalificeerd | Niet gekwalificeerd |
| 1972 | Niet gekwalificeerd | Niet gekwalificeerd | Niet gekwalificeerd | Niet gekwalificeerd | Niet gekwalificeerd | Niet gekwalificeerd |
| 1976 | Niet gekwalificeerd | Niet gekwalificeerd | Niet gekwalificeerd | Niet gekwalificeerd | Niet gekwalificeerd | Niet gekwalificeerd |
| 1980 | Niet gekwalificeerd | Niet gekwalificeerd | Niet gekwalificeerd | Niet gekwalificeerd | Niet gekwalificeerd | Niet gekwalificeerd |

| Jaar   | Plaats              | WG                  | W                   | V                   | PV                  | PT                  |
| ------ | ------------------- | ------------------- | ------------------- | ------------------- | ------------------- | ------------------- |
| 1984   | Niet gekwalificeerd | Niet gekwalificeerd | Niet gekwalificeerd | Niet gekwalificeerd | Niet gekwalificeerd | Niet gekwalificeerd |
| 1988   | Niet gekwalificeerd | Niet gekwalificeerd | Niet gekwalificeerd | Niet gekwalificeerd | Niet gekwalificeerd | Niet gekwalificeerd |
| 1992   | Niet gekwalificeerd | Niet gekwalificeerd | Niet gekwalificeerd | Niet gekwalificeerd | Niet gekwalificeerd | Niet gekwalificeerd |
| 1996   | Niet gekwalificeerd | Niet gekwalificeerd | Niet gekwalificeerd | Niet gekwalificeerd | Niet gekwalificeerd | Niet gekwalificeerd |
| 2000   | Niet gekwalificeerd | Niet gekwalificeerd | Niet gekwalificeerd | Niet gekwalificeerd | Niet gekwalificeerd | Niet gekwalificeerd |
| 2004   | Niet gekwalificeerd | Niet gekwalificeerd | Niet gekwalificeerd | Niet gekwalificeerd | Niet gekwalificeerd | Niet gekwalificeerd |
| 2008   | Niet gekwalificeerd | Niet gekwalificeerd | Niet gekwalificeerd | Niet gekwalificeerd | Niet gekwalificeerd | Niet gekwalificeerd |
| 2012   | Niet gekwalificeerd | Niet gekwalificeerd | Niet gekwalificeerd | Niet gekwalificeerd | Niet gekwalificeerd | Niet gekwalificeerd |
| 2016   | Niet gekwalificeerd | Niet gekwalificeerd | Niet gekwalificeerd | Niet gekwalificeerd | Niet gekwalificeerd | Niet gekwalificeerd |
| 2020   | Niet gekwalificeerd | Niet gekwalificeerd | Niet gekwalificeerd | Niet gekwalificeerd | Niet gekwalificeerd | Niet gekwalificeerd |
| Totaal | 3/20                | 13                  | 6                   | 7                   | 504                 | 467                 |

## Europees kampioenschap
| Jaar | Plaats              | WG                  | W                   | V                   | PV                  | PT                  |
| ---- | ------------------- | ------------------- | ------------------- | ------------------- | ------------------- | ------------------- |
| 1935 | 6                   | 3                   | 1                   | 2                   | 76                  | 85                  |
| 1937 | Niet gekwalificeerd | Niet gekwalificeerd | Niet gekwalificeerd | Niet gekwalificeerd | Niet gekwalificeerd | Niet gekwalificeerd |
| 1939 | Niet gekwalificeerd | Niet gekwalificeerd | Niet gekwalificeerd | Niet gekwalificeerd | Niet gekwalificeerd | Niet gekwalificeerd |
| 1946 | 7                   | 4                   | 2                   | 2                   | 137                 | 104                 |
| 1947 | 4                   | 7                   | 4                   | 3                   | 317                 | 213                 |
| 1949 | Niet gekwalificeerd | Niet gekwalificeerd | Niet gekwalificeerd | Niet gekwalificeerd | Niet gekwalificeerd | Niet gekwalificeerd |
| 1951 | 7                   | 8                   | 4                   | 4                   | 405                 | 299                 |
| 1953 | 10                  | 9                   | 5                   | 4                   | 496                 | 478                 |
| 1955 | Niet gekwalificeerd | Niet gekwalificeerd | Niet gekwalificeerd | Niet gekwalificeerd | Niet gekwalificeerd | Niet gekwalificeerd |
| 1957 | 12                  | 10                  | 4                   | 6                   | 642                 | 678                 |
| 1959 | 7                   | 9                   | 4                   | 5                   | 581                 | 627                 |
| 1961 | 8                   | 9                   | 4                   | 5                   | 547                 | 659                 |
| 1963 | 8                   | 9                   | 4                   | 5                   | 656                 | 679                 |
| 1965 | Niet gekwalificeerd | Niet gekwalificeerd | Niet gekwalificeerd | Niet gekwalificeerd | Niet gekwalificeerd | Niet gekwalificeerd |

| Jaar | Plaats              | WG                  | W                   | V                   | PV                  | PT                  |
| ---- | ------------------- | ------------------- | ------------------- | ------------------- | ------------------- | ------------------- |
| 1967 | 15                  | 9                   | 2                   | 7                   | 592                 | 736                 |
| 1969 | Niet gekwalificeerd | Niet gekwalificeerd | Niet gekwalificeerd | Niet gekwalificeerd | Niet gekwalificeerd | Niet gekwalificeerd |
| 1971 | Niet gekwalificeerd | Niet gekwalificeerd | Niet gekwalificeerd | Niet gekwalificeerd | Niet gekwalificeerd | Niet gekwalificeerd |
| 1973 | Niet gekwalificeerd | Niet gekwalificeerd | Niet gekwalificeerd | Niet gekwalificeerd | Niet gekwalificeerd | Niet gekwalificeerd |
| 1975 | Niet gekwalificeerd | Niet gekwalificeerd | Niet gekwalificeerd | Niet gekwalificeerd | Niet gekwalificeerd | Niet gekwalificeerd |
| 1977 | 8                   | 7                   | 2                   | 5                   | 614                 | 641                 |
| 1979 | 12                  | 8                   | 0                   | 8                   | 659                 | 724                 |
| 1981 | Niet gekwalificeerd | Niet gekwalificeerd | Niet gekwalificeerd | Niet gekwalificeerd | Niet gekwalificeerd | Niet gekwalificeerd |
| 1983 | Niet gekwalificeerd | Niet gekwalificeerd | Niet gekwalificeerd | Niet gekwalificeerd | Niet gekwalificeerd | Niet gekwalificeerd |
| 1985 | Niet gekwalificeerd | Niet gekwalificeerd | Niet gekwalificeerd | Niet gekwalificeerd | Niet gekwalificeerd | Niet gekwalificeerd |
| 1987 | Niet gekwalificeerd | Niet gekwalificeerd | Niet gekwalificeerd | Niet gekwalificeerd | Niet gekwalificeerd | Niet gekwalificeerd |
| 1989 | Niet gekwalificeerd | Niet gekwalificeerd | Niet gekwalificeerd | Niet gekwalificeerd | Niet gekwalificeerd | Niet gekwalificeerd |
| 1991 | Niet gekwalificeerd | Niet gekwalificeerd | Niet gekwalificeerd | Niet gekwalificeerd | Niet gekwalificeerd | Niet gekwalificeerd |
| 1993 | 12                  | 8                   | 1                   | 7                   | 564                 | 663                 |

| Jaar   | Plaats              | WG                  | W                   | V                   | PV                  | PT                  |
| ------ | ------------------- | ------------------- | ------------------- | ------------------- | ------------------- | ------------------- |
| 1995   | Niet gekwalificeerd | Niet gekwalificeerd | Niet gekwalificeerd | Niet gekwalificeerd | Niet gekwalificeerd | Niet gekwalificeerd |
| 1997   | Niet gekwalificeerd | Niet gekwalificeerd | Niet gekwalificeerd | Niet gekwalificeerd | Niet gekwalificeerd | Niet gekwalificeerd |
| 1999   | Niet gekwalificeerd | Niet gekwalificeerd | Niet gekwalificeerd | Niet gekwalificeerd | Niet gekwalificeerd | Niet gekwalificeerd |
| 2001   | Niet gekwalificeerd | Niet gekwalificeerd | Niet gekwalificeerd | Niet gekwalificeerd | Niet gekwalificeerd | Niet gekwalificeerd |
| 2003   | Niet gekwalificeerd | Niet gekwalificeerd | Niet gekwalificeerd | Niet gekwalificeerd | Niet gekwalificeerd | Niet gekwalificeerd |
| 2005   | Niet gekwalificeerd | Niet gekwalificeerd | Niet gekwalificeerd | Niet gekwalificeerd | Niet gekwalificeerd | Niet gekwalificeerd |
| 2007   | Niet gekwalificeerd | Niet gekwalificeerd | Niet gekwalificeerd | Niet gekwalificeerd | Niet gekwalificeerd | Niet gekwalificeerd |
| 2009   | Niet gekwalificeerd | Niet gekwalificeerd | Niet gekwalificeerd | Niet gekwalificeerd | Niet gekwalificeerd | Niet gekwalificeerd |
| 2011   | 21                  | 5                   | 0                   | 5                   | 304                 | 372                 |
| 2013   | 9                   | 8                   | 3                   | 5                   | 540                 | 589                 |
| 2015   | 13                  | 6                   | 3                   | 3                   | 424                 | 419                 |
| 2017   | 19                  | 5                   | 1                   | 4                   | 353                 | 410                 |
| 2022   | 14                  | 6                   | 3                   | 3                   | 456                 | 471                 |
| Totaal | 18/41               | 130                 | 47                  | 83                  | 8363                | 8847                |

## Club van 100
De volgende lijst geeft een overzicht van spelers met meer dan 100 wedstrijden voor de nationale ploeg. Spelers in het vet zijn nog actief.
|     | Speler                  | Wedstrijden |
| --- | ----------------------- | ----------- |
| 1.  | Jonathan Tabu           | 138         |
| 2.  | Christophe Beghin       | 137         |
| 3.  | Axel Hervelle           | 134         |
| 4.  | Jef Eygel               | 133         |
| 5.  | Maxime De Zeeuw         | 125         |
| 6.  | Guy Muya                | 121         |
| 6.  | Sam Van Rossom          | 121         |
| 8.  | John Loridon            | 119         |
| 9.  | Roel Moors              | 116         |
| 10. | Lucien Van Kersschaever | 109         |
| 10. | Rik Samaey              | 109         |
| 12. | Pierre-Antoine Gillet   | 108         |
| 13. | René Aerts              | 105         |
| 14. | Jean-Marc Mwema         | 104         |
| 15. | Piet Van Huele          | 103         |